# Кирхлерау
Кирхлерау (нем. Kirchleerau) — коммуна в Швейцарии, в кантоне Аргау.
Входит в состав округа Цофинген.  Население составляет 748 человек (на 31 декабря 2007 года). Официальный код  —  4275.

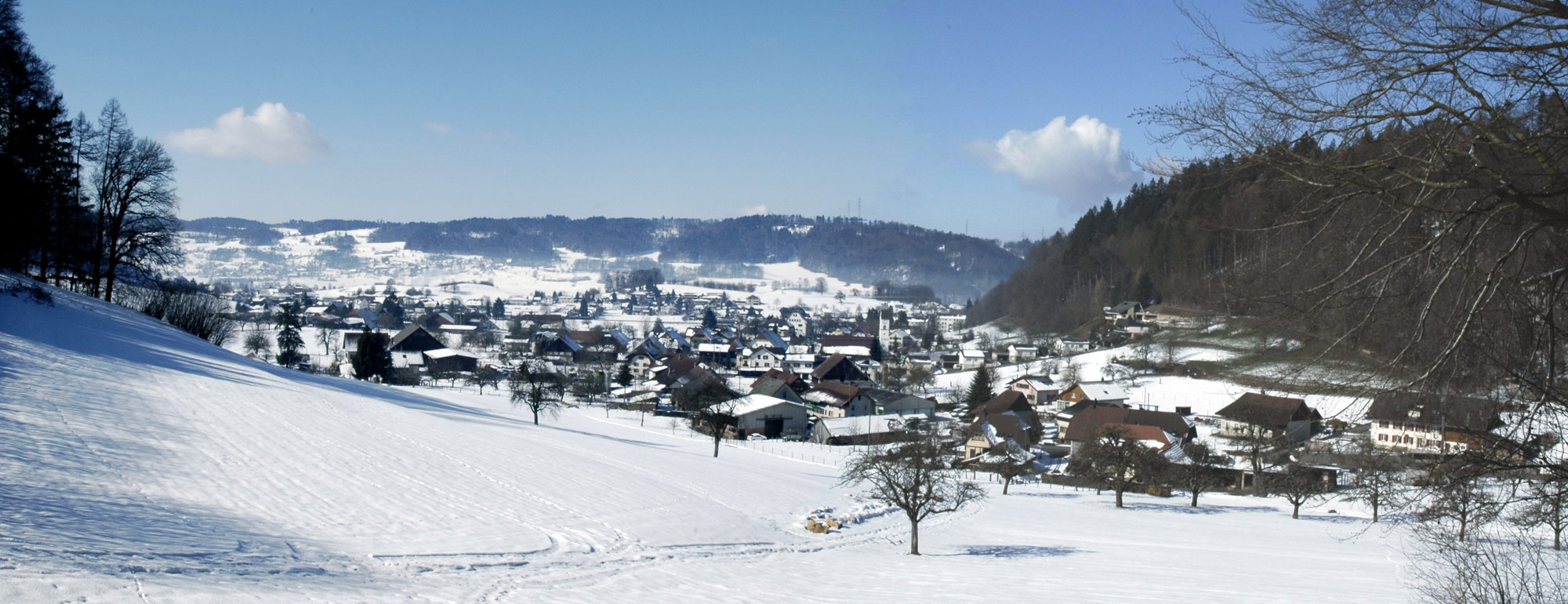
Кирхлерау